# Neustädter Kirchhof 24 (Quedlinburg)

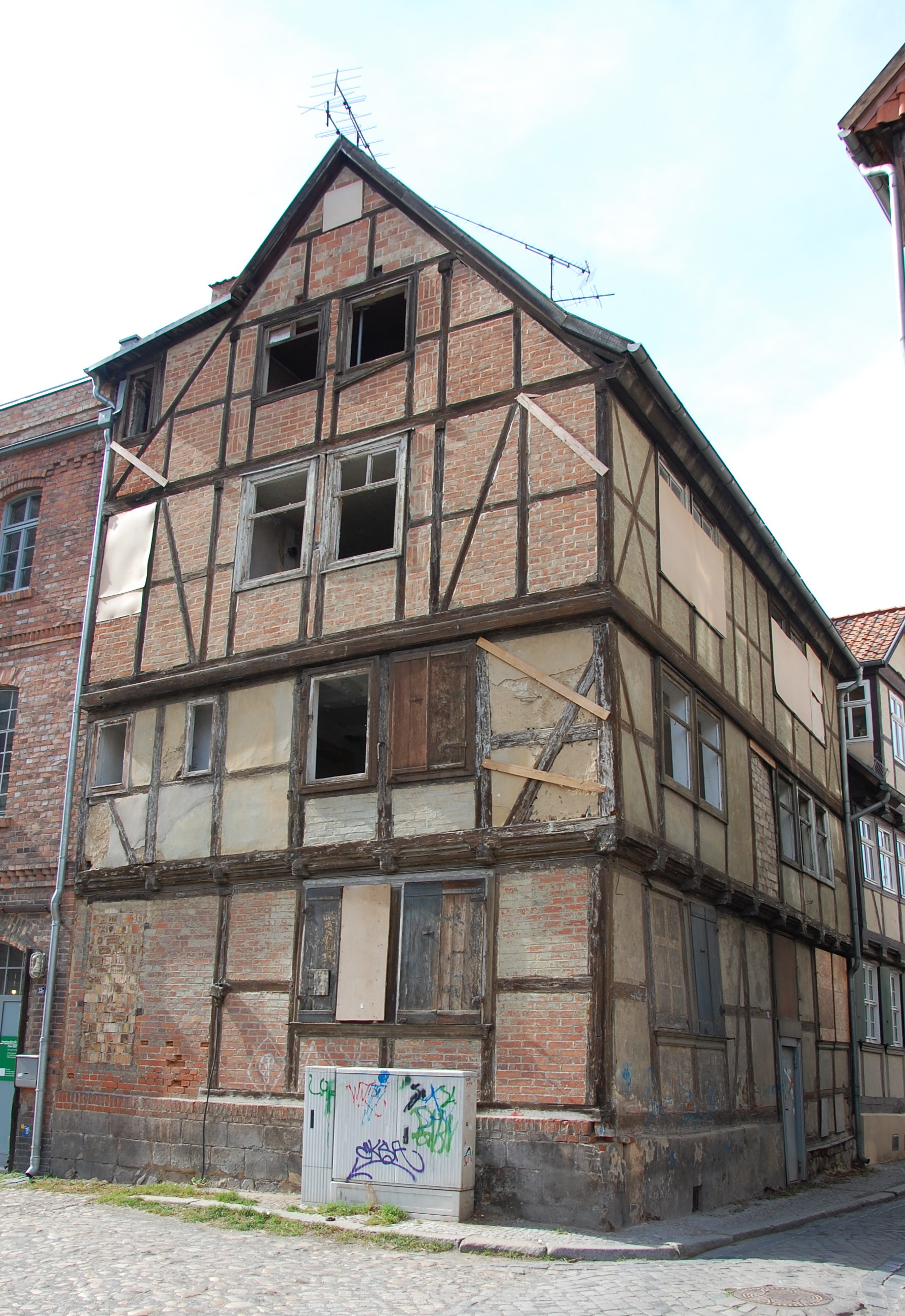
Haus Neustädter Kirchhof 24

Das Haus Neustädter Kirchhof 24 ist ein denkmalgeschütztes Gebäude in der Stadt Quedlinburg in Sachsen-Anhalt.

## Lage
Es befindet sich in der historischen Quedlinburger Neustadt in einer Ecklage an der nordwestlichen Ecke des Neustädter Kirchhofs, auf der Südseite einer Gasse die vom Neustädter Kirchhof zur westlich gelegenen Pölkenstraße führt. Es gehört zum UNESCO-Weltkulturerbe und ist im Quedlinburger Denkmalverzeichnis als Wohnhaus eingetragen. Westlich grenzt das gleichfalls denkmalgeschützte Haus Neustädter Kirchhof 25 an.

## Architektur und Geschichte
Das große dreigeschossige Fachwerkhaus ist mit seinem Giebel zum Neustädter Kirchhof ausgerichtet. Es entstand als zunächst zweigeschossiger Bau vermutlich in der Zeit um 1620. Als Verzierungen findet sich eine ungewöhnliche Form einer Schiffskehle sowie Kerbschnittrosetten. Um 1840 wurde das Haus um das zweite Obergeschoss aufgestockt. Es wird angenommen, dass bei diesen Umbauarbeiten auch die Tür und die Fenster erneuert wurden.
Derzeit (Stand 2014) steht das Gebäude leer und ist sanierungsbedürftig.